# Palo Hincado (Barranquitas)
Palo Hincado es un barrio ubicado en el municipio de Barranquitas en el estado libre asociado de Puerto Rico. En el Censo de 2010 tenía una población de 4587 habitantes y una densidad poblacional de 325,68 personas por km².

## Geografía
Palo Hincado se encuentra ubicado en las coordenadas 18°11′27″N 66°20′59″O / 18.19083, -66.34972. Según la Oficina del Censo de los Estados Unidos, Palo Hincado tiene una superficie total de 14.08 km², que corresponden a tierra firme.

## Demografía
Según el censo de 2010, había 4587 personas residiendo en Palo Hincado. La densidad de población era de 325,68 hab./km². De los 4587 habitantes, Palo Hincado estaba compuesto por el 85.09% blancos, el 4.84% eran afroamericanos, el 0.13% eran amerindios, el 0.07% eran asiáticos, el 7.87% eran de otras razas y el 2.01% pertenecían a dos o más razas. Del total de la población el 99.3% eran hispanos o latinos de cualquier raza.